# Annegret Kramp-Karrenbauer
Annegret Kramp-Karrenbauer (ofta enbart kallad AKK), född 9 augusti 1962 i Völklingen, är en tysk politiker som mellan 17 juli 2019 och 8 december 2021 var Tysklands försvarsminister. Från 7 december 2018 till 16 januari 2021 var hon förbundspartiordförande för Tysklands kristdemokratiska union (CDU). Hon var från 2011 till 2018 förbundslandet Saarlands ministerpresident.

## Utbildning och politisk karriär
Kramp-Karrenbauer växte upp i Saarland och studerade statsvetenskap vid Universität des Saarlandes och Universität Trier. Hon avlade masterexamen 1990 och började därefter arbeta som tjänsteman för CDU Saarland, där hon bland annat var politisk rådgivare åt Peter Müller.
Mellan mars 1998 och förbundsdagsvalet i september samma år var hon ledamot i förbundsdagen. Under flera år var hon därefter minister i Saarlands regeringar med olika ansvarsområden. I förhandlingsprocessen om skapandet av en koalitionsregering efter förbundsdagsvalet 2009 deltog hon i arbetsgruppen för forskning och utbildning som representant för CDU och CSU.
År 2011 blev hon Saarlands ministerpresident, vilket hon var fram till februari 2018 då hon valdes till CDU:s generalsekreterare. Samma år i december valdes hon till CDU:s partiledare efter Angela Merkel. Hon meddelade i februari 2020 att hon avsåg att lämna posten under året, och därmed även avstå kanslerkandidaturen för CDU. Den 16 januari 2021 valdes Armin Laschet till hennes efterträdare som partiledare.